# Аркбутан
Аркбута́н (фр. arc-boutant — подпорная арка) — в готической архитектуре — «полуарка, расположенная снаружи здания и передающая боковой распор внутренних сводов на специальные устои — контрфорсы». Применение аркбутанов позволяет значительно облегчить нагрузку на несущие стены и внутренние опоры и, как следствие, сделать колонны тоньше, а стены прорезать огромными окнами с красочными витражами, а также увеличить пролёты сводов. В конечном итоге — значительно расширить внутреннее пространство, сделать интерьер здания просторным и светлым. Немецкое название этого архитектурного элемента — штребе (нем. Strebe — подпорка, распорка) или (нем. fliegende Strebe — летающая стойка).

## История
Вначале контрфорсы не отделяли от внешних стен, они вплотную примыкали к стене здания в виде утолщений или массивных столбов, иногда — ступенчатой формы. Такие раскреповки известны в сооружениях византийской и романской эпохи, а также в древнерусском зодчестве, к примеру, в Софийском соборе Киева (1037). Аналогичную функцию выполняли лопатки наружных стен, утолщения углов или «подпружные арки» внутри. Однако затем система контрфорсов и аркбутанов получила наибольшее развитие в западноевропейской архитектуре.
С конца XII века контрфорсы отодвигаются от стены и соединяются с ней наклонными арками — аркбутанами. «По мере увеличения размеров готических соборов и количества разновысоких нефов аркбутаны превращались в сложную связанную систему двух-трёхпролётных арок, поставленных одна на другую в несколько ярусов с промежуточными опорами. Аркбутаны складывали из камней (исключение составляет кирпичная готика) и завершали наклонной плоскостью, которая использовалась в качестве водостока».
В стиле поздней, «пламенеющей готики» верхняя наклонная кромка имела два ската и обрабатывалась рядами завитков — краббов. Контрфорсы увенчивали башенками — пинаклями, которые не просто украшали систему наружных опор, а своим весом укрепляли её. С этой целью пинакли иногда утяжеляли, наполняя свинцом.
Связанная система аркбутанов и контрфорсов окружала готический собор наподобие ажурного «леса». Зрительно эти необычные конструкции «растворяли» тяжёлый объём огромного здания в окружающем пространстве и образно отражали основную художественную идею готики. Во 2-й половине XII столетия аркбутаны стали архитектурно-конструктивной основой больших готических соборов Франции, Италии, Германии; они использованы в таких известных сооружениях, как Шартрский собор, собор Парижской Богоматери, собор в Бове, Реймсский собор.

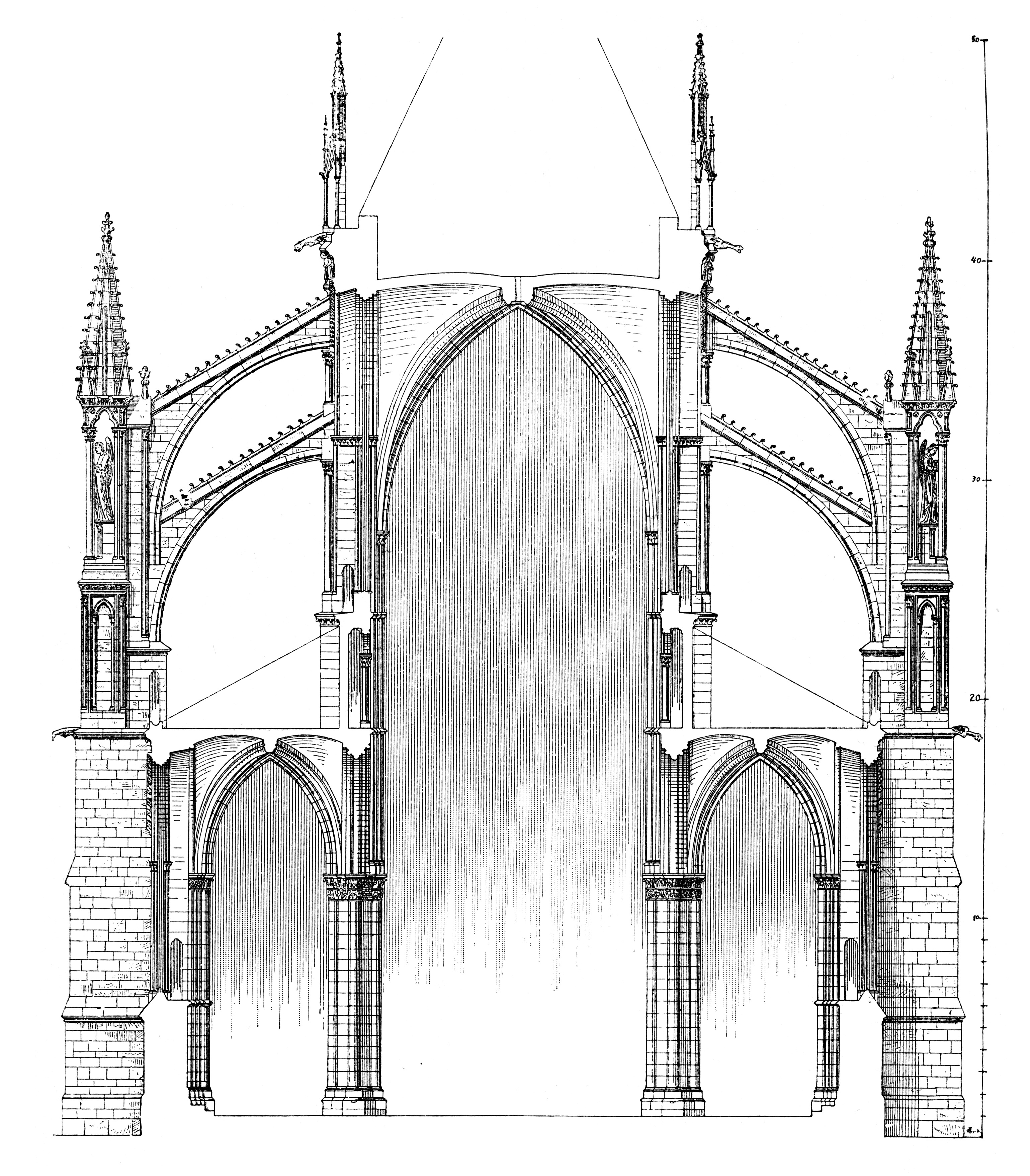
Поперечный разрез нефов Реймсского собора
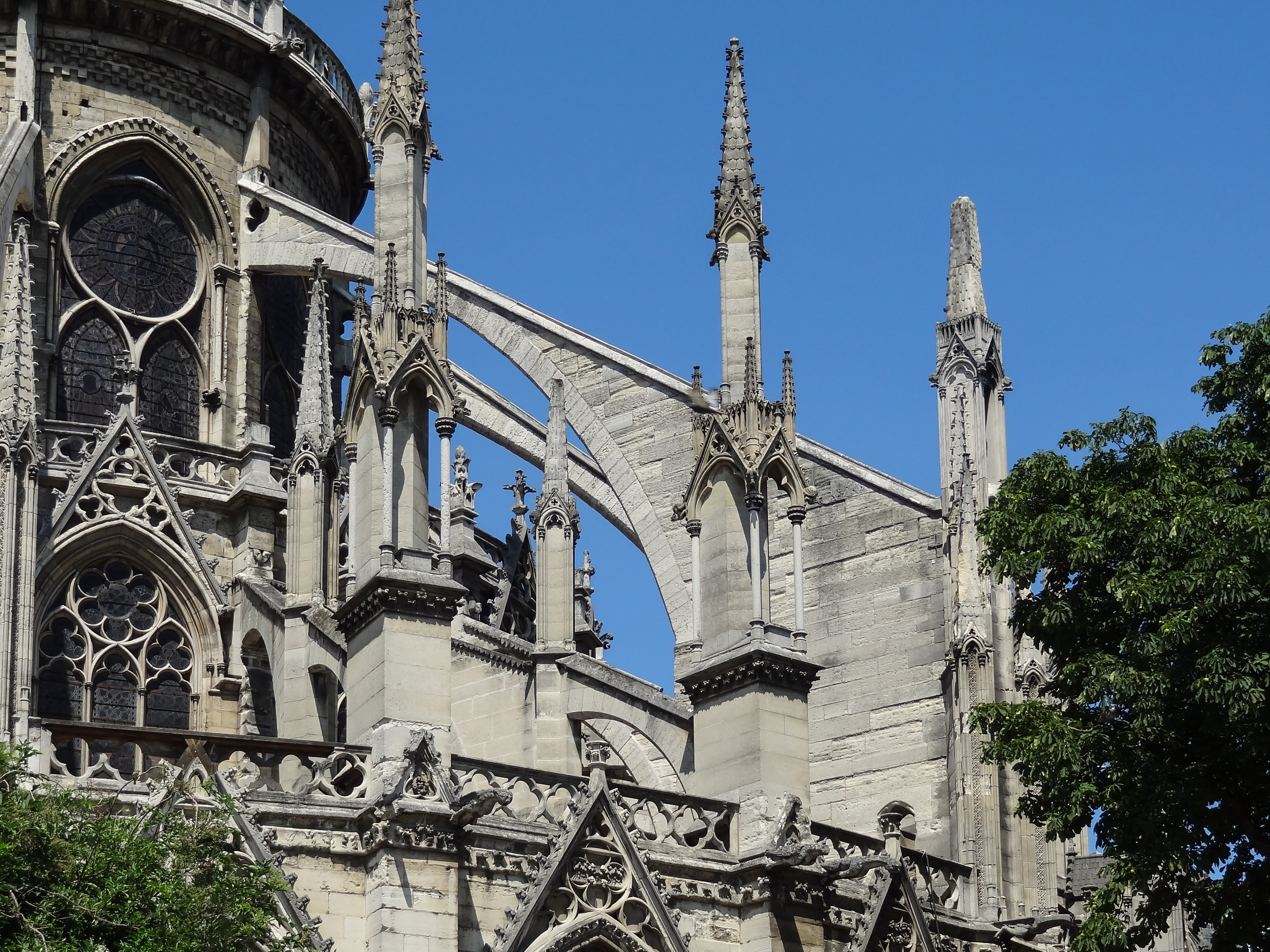
Аркбутаны и пинакли апсиды собора Парижской Богоматери
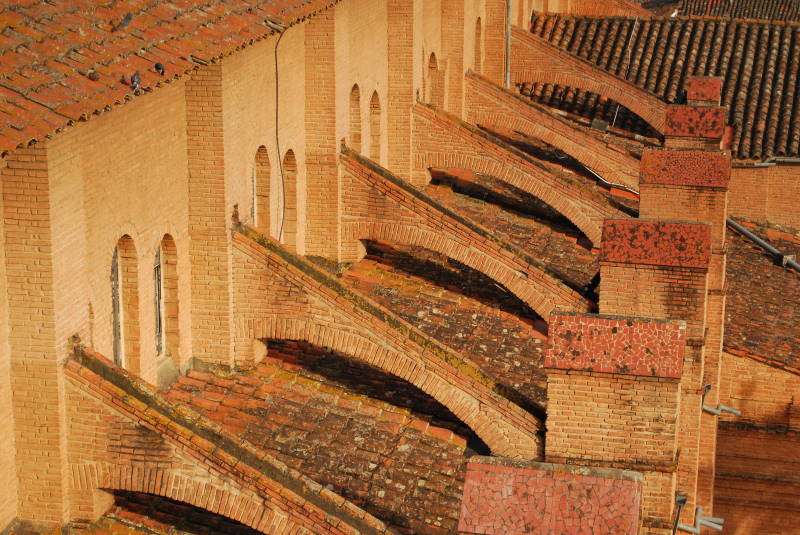
Аркбутаны собора в Санта-Крус-де-ла-Сьерра, Боливия. 1207
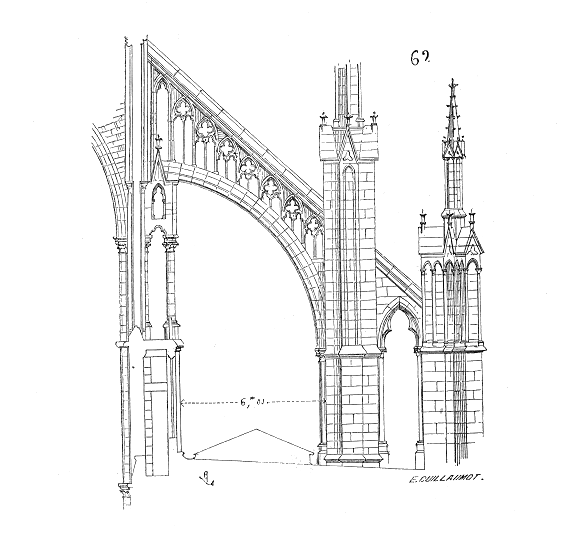
Аркбутан Амьенского собора
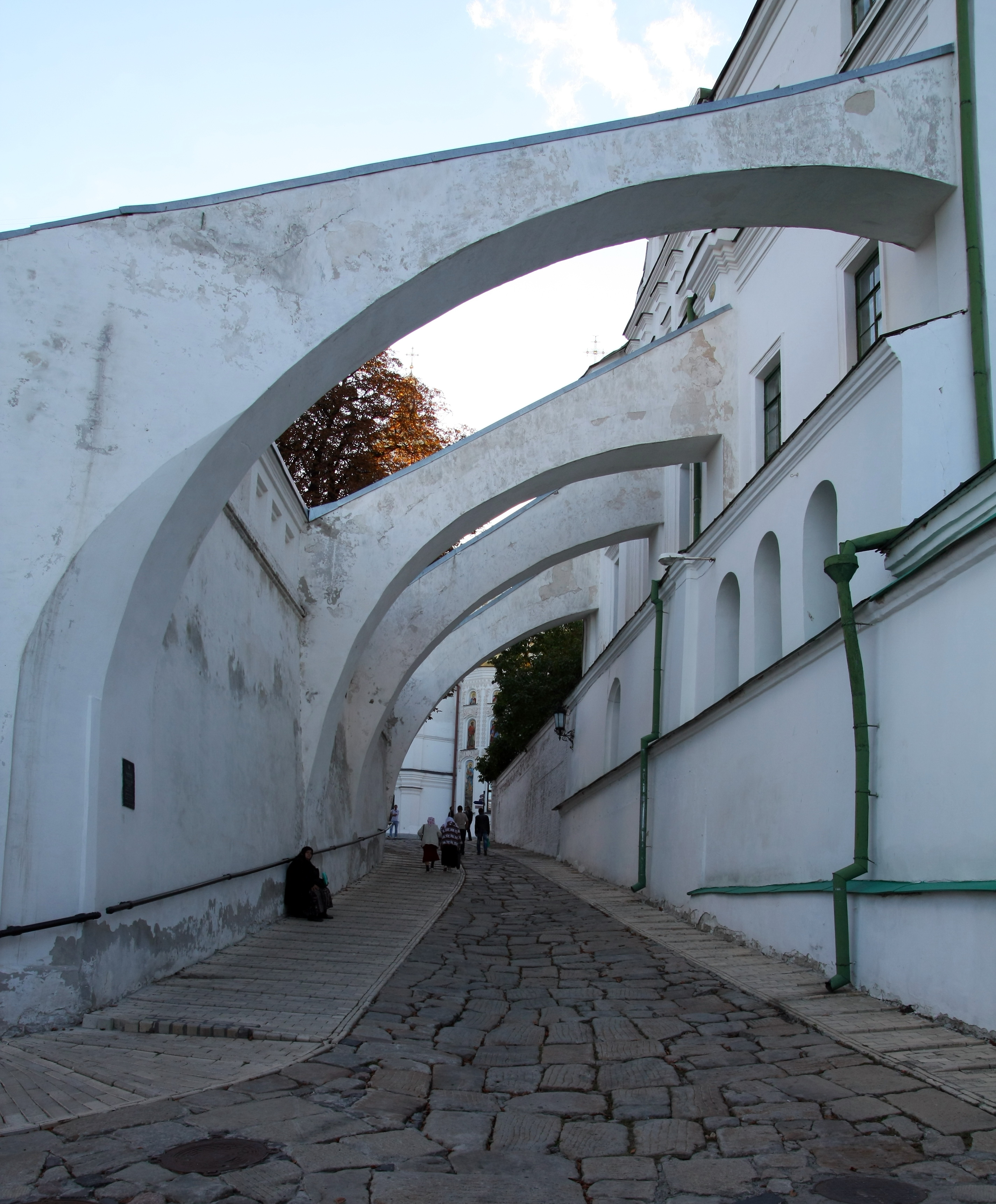
Аркбутаны стены Киево-Печерской лавры. Середина XVIII в.
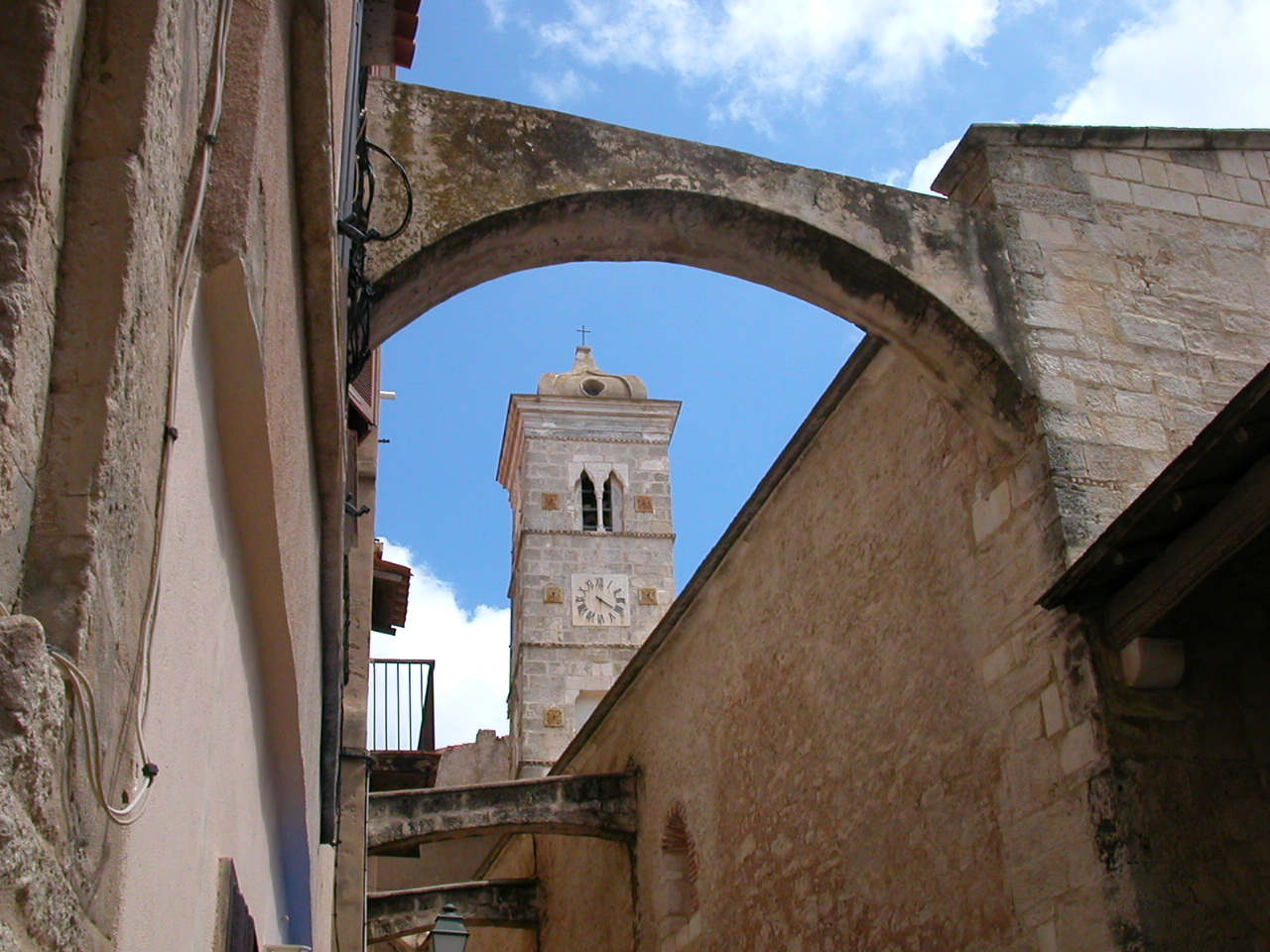
Аркбутаны в Бонифачо, Корсика
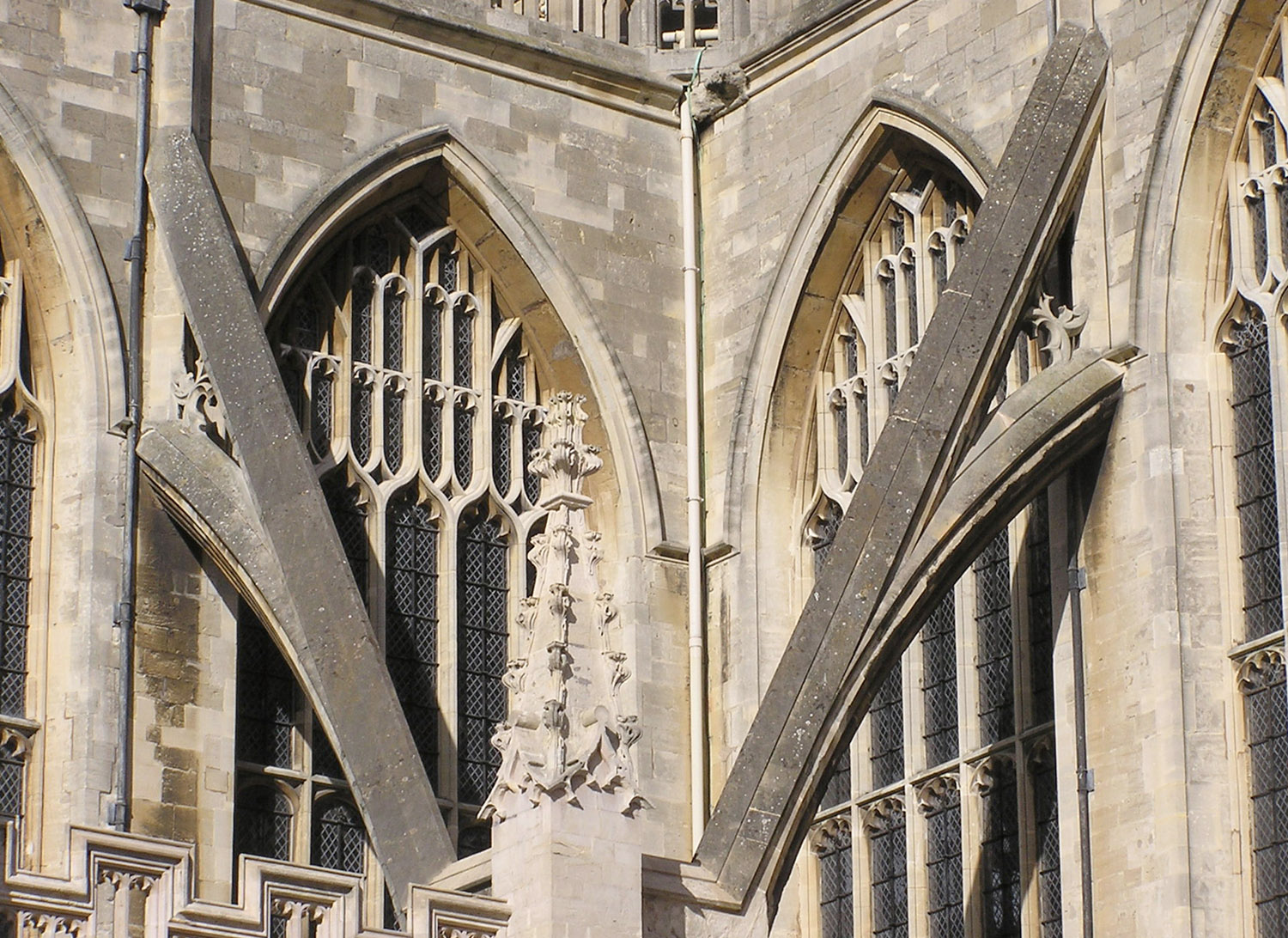
Два аркбутана передают нагрузку на один контрфорс. Аббатство Бат, Англия